# Garcia da Orta
Garcia da Orta (* um 1500 in Castelo de Vide; † 1568 in Goa) war ein portugiesischer Pionier der Botanik und Pharmazie. Der aus einer in Portugal zum Christentum konvertierten jüdischen Familie stammende Arzt gilt als erster europäischer Verfasser einer Abhandlung über tropische Medizin. Sein offizielles botanisches Autorenkürzel lautet „Garcia de Orta“.

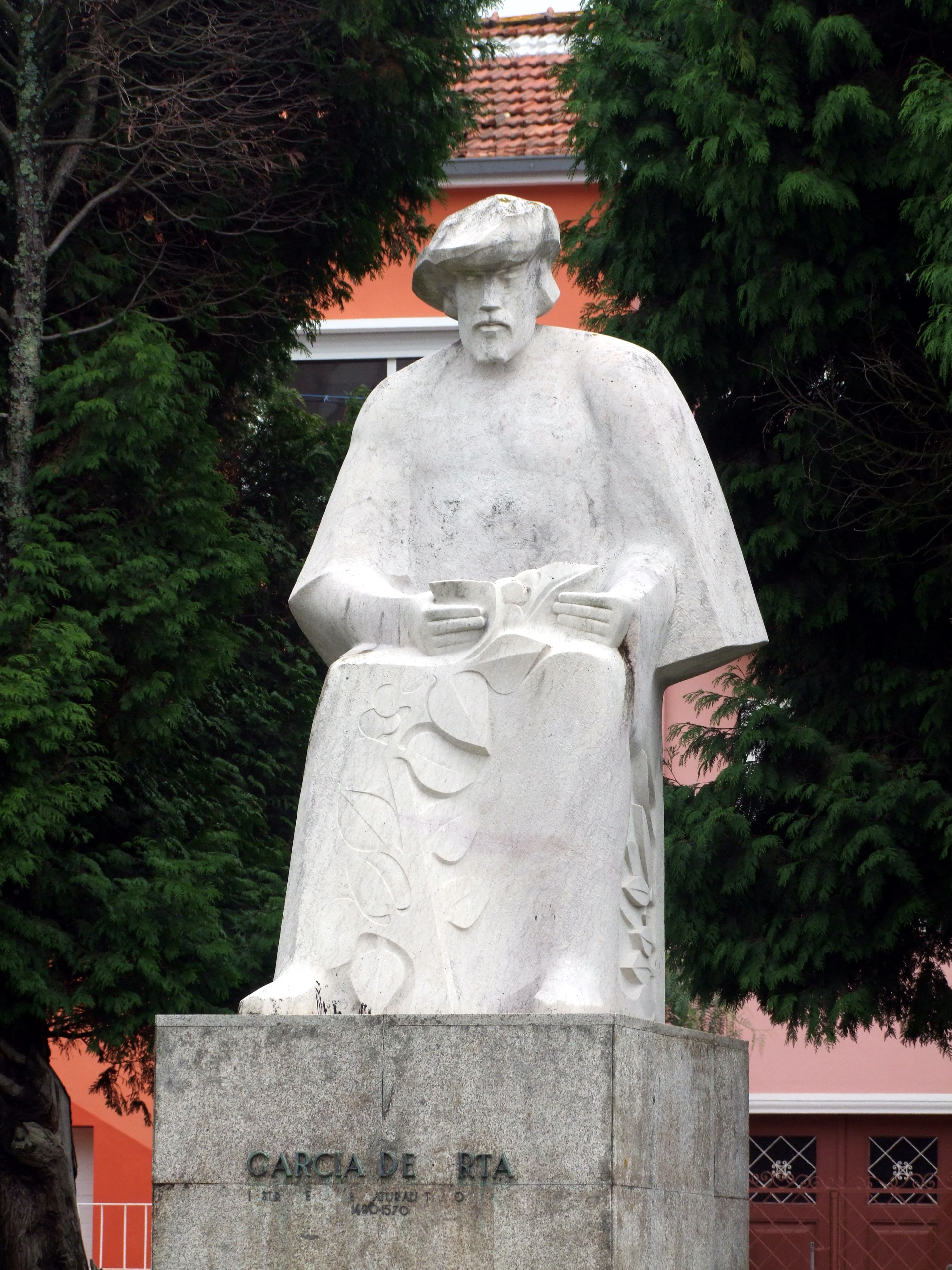
Garcia de Orta (Statue)

## Leben
Garcia da Orta wurde als Sohn der 1492 aus Spanien ausgewiesenen Juden Fernando (Isaac) da Orta und seiner Frau Leonor Gomes geboren, die beide ebenfalls konvertierte „Neu-Christen“ waren.
Garcia da Orta studierte Medizin an der in Kastilien liegenden Universität Salamanca sowie an der Universität Alcalá de Henares.
1523 kehrte er nach Portugal zurück und erhielt die Genehmigung, als Arzt zu praktizieren. Einige Quellen benennen ihn auch als Arzt am Hofe des portugiesischen Königs Johann III.
1530 erhielt er durch Fürsprache seines Onkels, Francisco da Orta, Arzt des späteren Kardinals Dom Henrique, eine Professur für Logik an der Universität Coimbra. 1533 wurde er in den Senat dieser Universität aufgenommen.
Es wird angenommen, dass er sich 1531 nach Ankündigung der Errichtung der Inquisition in Portugal gezwungen sah, das Land zu verlassen, um Verfolgungen vorzubeugen.
Am 12. März 1534 verließ er Portugal für immer und reiste mit seiner Familie nach Indien. Er hatte den Posten eines Leibarztes von Martim Afonso de Sousa angenommen, der, 1533 zum capitão-mor do Mar das Índias ernannt, militärische Aktionen in Indien durchführte. Von 1534 bis 1538 begleitete ihn dabei Garcia da Orta als Militärarzt. Ab 1538 ließ er sich in Goa nieder und baute sich eine Existenz als Arzt und Händler für Gewürze und Kräuter, aber auch für Edelsteine auf. Er wurde ein geachteter Arzt und wohlhabender Kaufmann, der mehrere Schiffe und Häuser besaß.
In Goa entwickelte sich auch eine langjährige Freundschaft mit dem portugiesischen Nationaldichter Luís de Camões sowie zu Martim Afonso de Souza, der zwischen 1542 und 1545 Gouverneur von Indien war.
Um 1543 heiratete er Brianda de Solis, die ein Jahr zuvor mit ihren Eltern nach Goa gekommen war.
In Goa lernte Garcia da Orta das praktische Wissen der arabischen Mediziner, der Perser sowie der Hindu-Ärzte kennen und anwenden.
1543 führten Ärzte, darunter Garcia da Orta, an Choleraopfern die erste Autopsie in Indien durch.
Vor allem aber machte sich Garcia da Orta mit der großen Vielfalt der einheimischen Heilpflanzen und Medikamente bekannt. Für seine botanischen und pharmazeutischen Studien legte er einen großen botanischen Garten auf der ihm gehörenden Insel von Bombay an. Hier experimentierte er mit Pflanzen aus Europa und Indien, aber auch aus Persien und China.

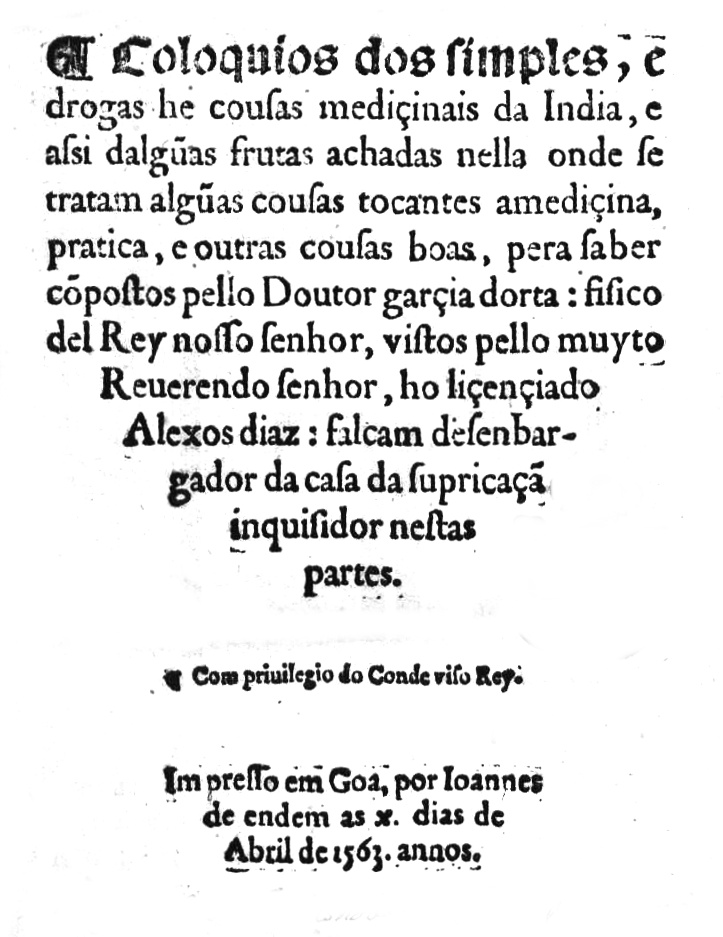
Frontispiz der Colóquios dos simples, e drogas he cousas mediçinais da India, publiziert in Goa in April 1563, mit der Genehmigung des Inquisitors für Portugal Alexos Diaz, Drucker ist der Deutsche Ioannes de endem / Johannes von Emden.

Sein großes theoretisches und praktisches Wissen veröffentlichte er 1563 in seinem Werk Colóquios dos Simples e Drogas e Cousas Medicinais da Índia (dt. Colloquien zu Heilpflanzen und Drogen und medizinische Angelegenheiten Indiens, sowie einige Früchte, die dort wachsen, und andere Dinge, die die Ausübung der Medizin betreffen, und andere angemessene Dinge, die es wert sind, gewusst zu werden). Das Buch setzte sich in Europa schnell durch und wurde zum Standardwerk der frühen europäischen Tropenmedizin.
Bereits 1567 erfolgte eine in vielen Passagen gekürzte und veränderte Ausgabe durch den niederländischen Botaniker Clusius (Charles de l’Écluse) und 1572 durch Juan Fragoso eine erste Übersetzung ins Spanische.
Auf der 1574 durch Clusius erweiterten und überarbeiteten Ausgabe, nicht auf dem Original Garcia da Ortas, bauten weitere Übersetzungen ins Italienische (1576) und Französische (1601) auf.
Auch der portugiesische Arzt und Botaniker Cristóbal Acosta (port.: Cristovão da Costa) baute in seinem 1578 in Burgos erschienenen Werk Tractado de las Drogas y Medicinas de las Indias Orientales: Con Sus Plantas Debuxadas al Biuo in weiten Passagen auf Garcia da Ortas Texten auf. Beide Mediziner hatten sich in Indien getroffen und gemeinsame wissenschaftliche Studien betrieben.
Erst 1872 erschien eine neue Auflage des in Portugal fast vergessenen Werkes in portugiesischer Sprache.
In seinen letzten Lebensjahren hatte Garcia da Orta mit großen finanziellen und familiären Problemen zu kämpfen.
Dem Zugriff der 1560 auch in Goa etablierten Inquisition entging er nur durch seinen Tod im Jahre 1568.
Trotzdem wurde gegen ihn und anderen Familienmitgliedern ein Verfahren wegen der geheimen Ausübung der jüdischen Religion eröffnet. 1569 wurde seine Schwester Catarina deswegen in Goa verbrannt.
Nach unter der Folter von Familienangehörigen (Schwester, Schwager u. a.) erzwungenen Aussagen wurde Garcia da Orta im Dezember 1580 schuldig gesprochen, seine Gebeine öffentlich verbrannt und die Asche im Meer verstreut.

## Werke
- Histoire des drogues, espiceries, et de certains medicamens simples, qui naissent és Indes et en l'Amerique : divisé en deux parties: La première comprise en 4 livres: Les deux premiers de Garcie Du Jardin, le troisième de Christophle de La Coste, et le quatrième de l'histoire du baulme, adjousteée de nouveau en ceste 2. éd.: où il est prouvé, que nous avons le vray baulme d'Arabie, contre l'opinion des anciens et modernes ; la seconde composée de deux livres de maistre Nicolas Monard traictant de ce qui nous est apporté de l'Amerique.... Pillehotte, Lyon 1619 Digitalisierte Ausgabe der Universitäts- und Landesbibliothek Düsseldorf.
- Coloquios dos Simples e Drogas da India. Lisboa : Imprensa nacional, 1891. (Band 1–2) Digitalisierte Ausgabe der Universitäts- und Landesbibliothek Düsseldorf
- Colloquies on the simple & drugs of India . Sotheran, London New ed. (Lisbon, 1895) / ed. and ann. by the Conde de Ficalho 1913 Digitalisierte Ausgabe der Universitäts- und Landesbibliothek Düsseldorf
- Aromatum et simplicium aliquot medicamentorum apud Indos nascentium historia. - s. l.: s.n., 1985 ca. (Repr. d. Ausg. Antwerpen 1567)